# Most Overtoun
Most Overtoun – znany również jako most psich samobójców, most położony w Overtoun niedaleko Dumbarton w zachodniej Szkocji.

## Historia mostu
Most Overtoun został zbudowany w 1895 roku w Overtoun. Konstrukcja powstała na zlecenie lorda Overtoun, który zlecił budowę mostu firmie Garshake Estate. Most został zaprojektowany przez H.E. Milnera.

## Legenda
W latach 50. XX wieku zauważono, że z mostu Overtoun w niewyjaśnionych okolicznościach zeskakują psy. Świadkami większości z tych zdarzeń są właściciele zwierząt. Oficjalnie stwierdzono 50 przypadków zeskoczenia przez psy z mostu, a nieoficjalne źródła mówią o liczbie ponad 600 przypadków. Zwierzęta po zeskoczeniu z mostu często ginęły, ponieważ spadały w kilkunastometrową przepaść. Rasy psów, które najczęściej ginęły w wyniku zeskoczenia z mostu to: labradory, collie i retrievery. Zdarzało się również, że psy przeżyły skok z mostu i po powrocie na most skakały ponownie w przepaść. Czworonogi zeskakują tylko w jednym miejscu na moście. Powstało wiele hipotez wyjaśniających wypadki związane z mostem Overtoun. Jedna z nich mówi o tym, że Overtoun było w mitologii celtyckiej uznawane za pogranicze świata żyjących i zmarłych. Psy miałyby wyczuwać ludzkie dusze i przez to skakać z mostu. Inna teoria jest związana z legendą. Chory psychicznie ojciec miał zrzucić z mostu swoje dziecko, ponieważ wierzył on, że dziecko zostało opętane przez demona. Dziecko przeżyło upadek i po wielu latach próbowało popełnić samobójstwo, ale nie udało mu się to. Istnieje naukowa teoria, która głosi, że psy wyczuwają intensywny zapach norek, które mają mieszkać niedaleko mostu. Psy wyczuwając zapach przeskakują niski murek i spadają w przepaść. Wiele wypadków wydarzyło się w ciepłe dni, kiedy zapach norek mógł być lepiej wyczuwalny. Dodatkowo z mostu Overtoun często skaczą psy ras myśliwskich.